# Ahn Doo-hee
Ahn Doo-hee (coreano: 안두희) (24 de março de 1917, Condado de Ryongchon - 23 de outubro de 1996) foi um tenente sul-coreano que realizou o assassinato do líder nacionalista coreano Kim Gu em 26 de junho de 1949. Oficialmente, afirma-se que Ahn Doo-hee agiu sozinho, embora alguns tenham teorizado que Ahn fazia parte de uma conspiração mais ampla. Ahn morreu nas mãos de um seguidor de Kim Koo em 1996.
Kim estava em casa, lendo poesia, quando Ahn, tenente do exército sul-coreano, invadiu e atirou nele quatro vezes. Pelo assassinato, Ahn foi condenado e sentenciado a um período de vida na prisão; no entanto, pouco depois, sua sentença foi comutada para um mandato de 15 anos pelo então recém-eleito presidente coreano Syngman Rhee. Em seu julgamento, Ahn sustentou que ele era o único responsável pelo assassinato.
No início da Guerra da Coréia, em 1950, Ahn foi libertado da prisão, tendo cumprido apenas um ano de sua sentença de 15 anos. Após sua libertação, Ahn foi restabelecido como oficial militar. Depois de servir sob Rhee durante a Guerra da Coréia, Ahn recebeu alta em 1953, tendo atingido o posto militar de coronel. Depois que Syngman Rhee fugiu da Coréia em resposta à Revolução de Abril de 1960, Ahn se escondeu, vivendo sob um nome falso.
Em 13 de abril de 1992, uma confissão de Ahn foi publicada pelo jornal coreano Dong-a Ilbo. Na confissão, Ahn alegou que o assassinato de Kim havia sido ordenado por Kim Chang-ryong, que atuou como chefe de segurança nacional sob o governo Rhee.
Depois de muitos anos vivendo como exilado em seu país natal, e nunca tendo cumprido o restante de sua sentença de prisão, Ahn foi assassinado por Park Gi-seo, seguidor de Kim Koo em outubro de 1996. A arma usada para matar Ahn foi uma clava de madeira inscrita com as palavras "Bastão da Justiça". Ahn tinha 79 anos na época. Ele foi cremado e suas cinzas foram espalhadas no rio Han.
Em 2001, documentos militares desclassificados dos Estados Unidos, datados de 1949, revelaram que Ahn havia sido um informante e, mais tarde, um agente para os EUA Corpo de Contra-Inteligência (US CIC) na Coréia. Esses documentos também revelaram que Ahn era membro do grupo nacionalista extremista conhecido como Sociedade dos Camisas Brancas ("baikyi-sa" em coreano).